# Lubatowa

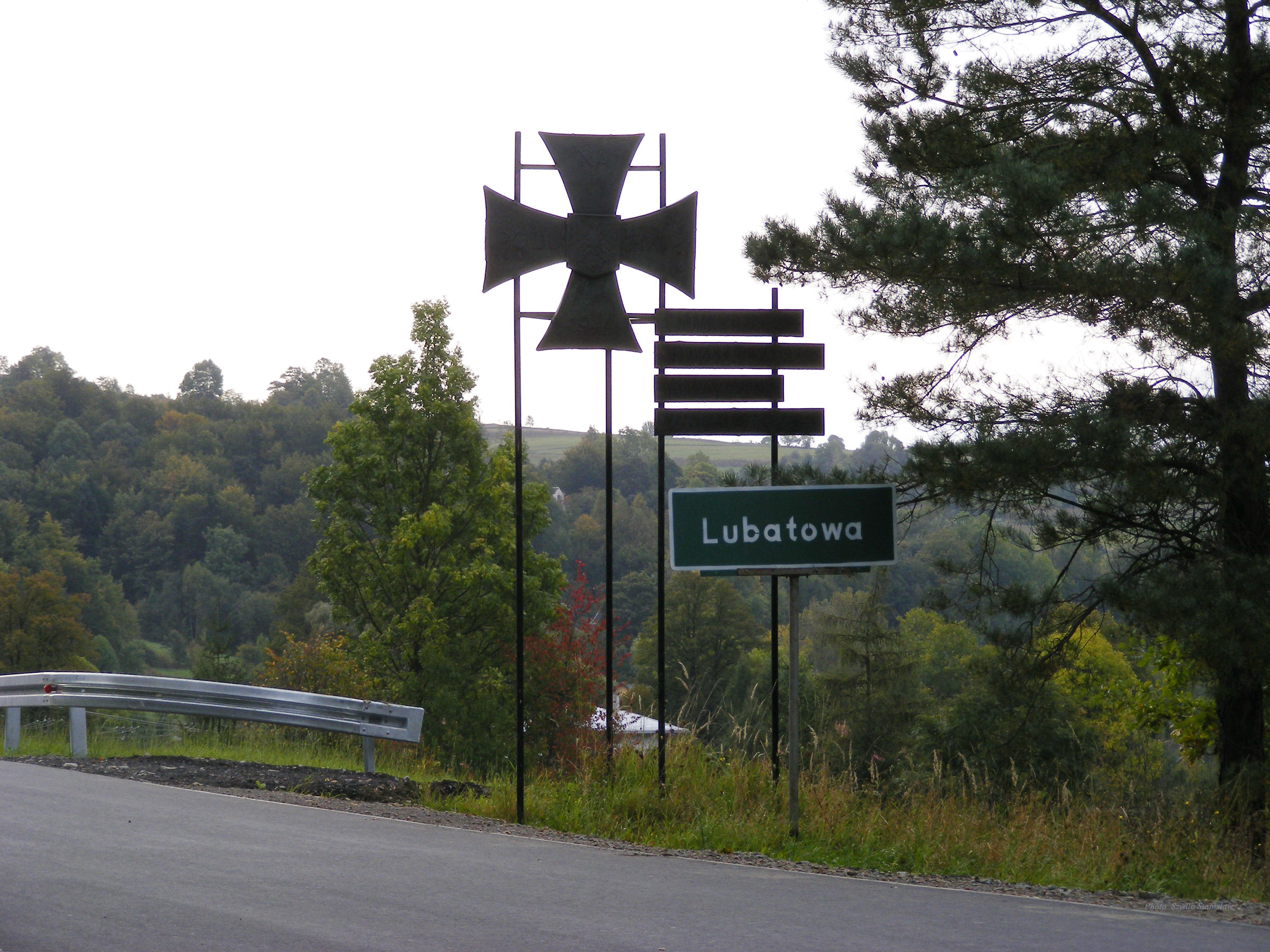
Kampfkreuz in der Einfahrt

Lubatowa ist eine Ortschaft mit einem Schulzenamt der Gemeinde Iwonicz-Zdrój im Powiat Krośnieński der Woiwodschaft Karpatenvorland in Polen.

## Geographie
Der Ort liegt in den Niederen Beskiden. Die Nachbarorte sind die Stadt Iwonicz-Zdrój im Nordosten, Wólka und Bałucianka im Osten, Królik Polski im Südosten, Zawadka Rymanowska und Kamionka im Süden, Jasionka im Westen, sowie Lubatówka im Norden.

## Geschichte
Im Jahr 1376 erlaubte Wladislaus II., der Statthalter des Fürstentums Halytsch-Wolodymyr, einem gewissenen Stanisław Toka, ein neues Dorf Gorky auf den Bächen Schowa et Lubachowa auf 60 fränkischen Hufen auf deutschem Recht zu gründen. Eine Hufe sollte für eine [römisch-katholische] Kirche bestimmt sein. Der Name Gorky (Górki) etablierte sich nicht, weil später wurde es nach dem örtlichen Bach genannt. Im Jahr 1401 gehörte das Dorf Lubatow dem berühmten Ritter Jan Zyndram von Maszkowice. Im Jahr 1412 wurde das diesmal zu den Bischöfen von Przemyśl gehörende Dorf auf Magdeburger Recht wiedergegründet.
Bei der Ersten Teilung Polens kam Lubatowa 1772 zum neuen Königreich Galizien und Lodomerien des habsburgischen Kaiserreichs (ab 1804). Ab dem Jahr 1855 gehörte Lubatowa zum Bezirk Krosno.
Nach dem Ende des Ersten Weltkriegs und dem Zusammenbruch der k.u.k. Monarchie, kam Lubatowa 1918 zu Polen. Unterbrochen wurde dies nur durch die Besetzung Polens durch die Wehrmacht im Zweiten Weltkrieg.
Am 24. Juli 1944 wurden 72 Einwohner der Umgebung von der SS-Division „Galizien“ getötet, deswegen wurde das Dorf mit dem Kampfkreuz geehrt.
Von 1975 bis 1998 gehörte Lubatowa zur Woiwodschaft Krosno.